# Ebina
Ebina (海老名市, Ebina-shi) és una ciutat situada al centre de la prefectura de Kanagawa, al Japó. A data de febrer de 2015, la ciutat tenia una població estimada de 129.494 habitants i una densitat de població de 4.870 persones per km². La ciutat té una àrea total de 26,69 km².

## Geografia
Ebina està situada al centre de la plana de Sagami, part oest de la plana de Kantō. La ciutat es troba a la riba est del riu Sagami.
Ebina té frontera amb diverses ciutats de la prefectura de Kanagawa: Atsugi, Samukawa, Zama, Ayase, Fujisawa i Yamato.

## Història
L'àrea de l'actual Ebina ha estat habitada des de temps prehistòrics, i encara hi romanen diverses restes del període Kofun. Ebina esdevingué capital de la província de Sagami en el període Nara, i allotjà el kokubnji, o temple provincial. Ebina fou llar del clan Yokoyama, un dels set clans guerrers de la regió de Musashi a principis del període Kamakura. Durant el període Edo, les terres de l'àrea d'Ebina foren territoris tenryō teòricament administrats pel shogunat Tokugawa, però dividits en realitat en feus de diversos hatamoto i exclavaments sota el control del domini de Sakura i el domini de Karasuyama.
Després de la restauració Meiji, l'àrea esdevingué part del districte de Kōza, i fou dividit administrativament en la vila d'Ebina i la vila d'Arima l'1 d'abril de 1889. L'àrea fou connectada per tren el 1926 per la companyia Sagami Railway i el 1927 per la Odakyu Electric Railway. Això incrementà la població d'Ebina, l'estatus de la qual va passar de vila a poble el 1940. El 1955, la vila d'Arima va fusionar-se amb el poble d'Ebina. Ebina fou elevada a ciutat l'1 de novembre de 1971. Durant els anys 1980 i els anys 1990, la ciutat experimentà una modernització a través de projectes de desenvolupament urbanístics.

## Economia

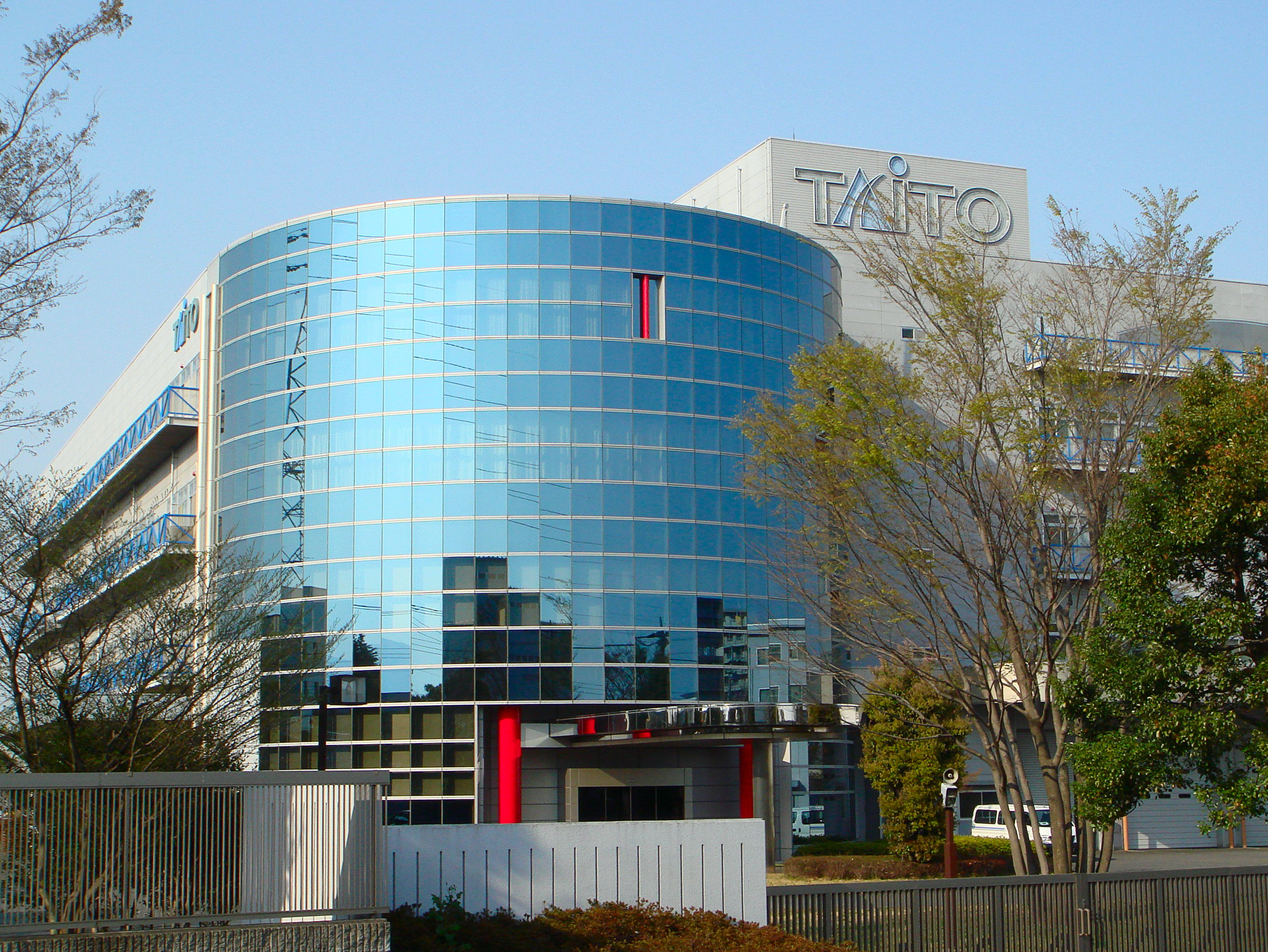
Taito Corporation Ebina Development Center

Ebina acull més de 150 fàbriques. És un centre de producció d'electrodomèstics, productes de metall, i maquinària. La Taito Corporation opera l'Ebina Development Center a Ebina.
La ciutat fou antigament coneguda pels seus extens camps d'arròs, però l'agricultura de la zona se centra ara en el cultiu de maduixes, tomàquets i plantes ornamentals.
Ebina serveix com a ciutat dormitori per l'àrea de Tòquio i Yokohama.